# Panu di pinti

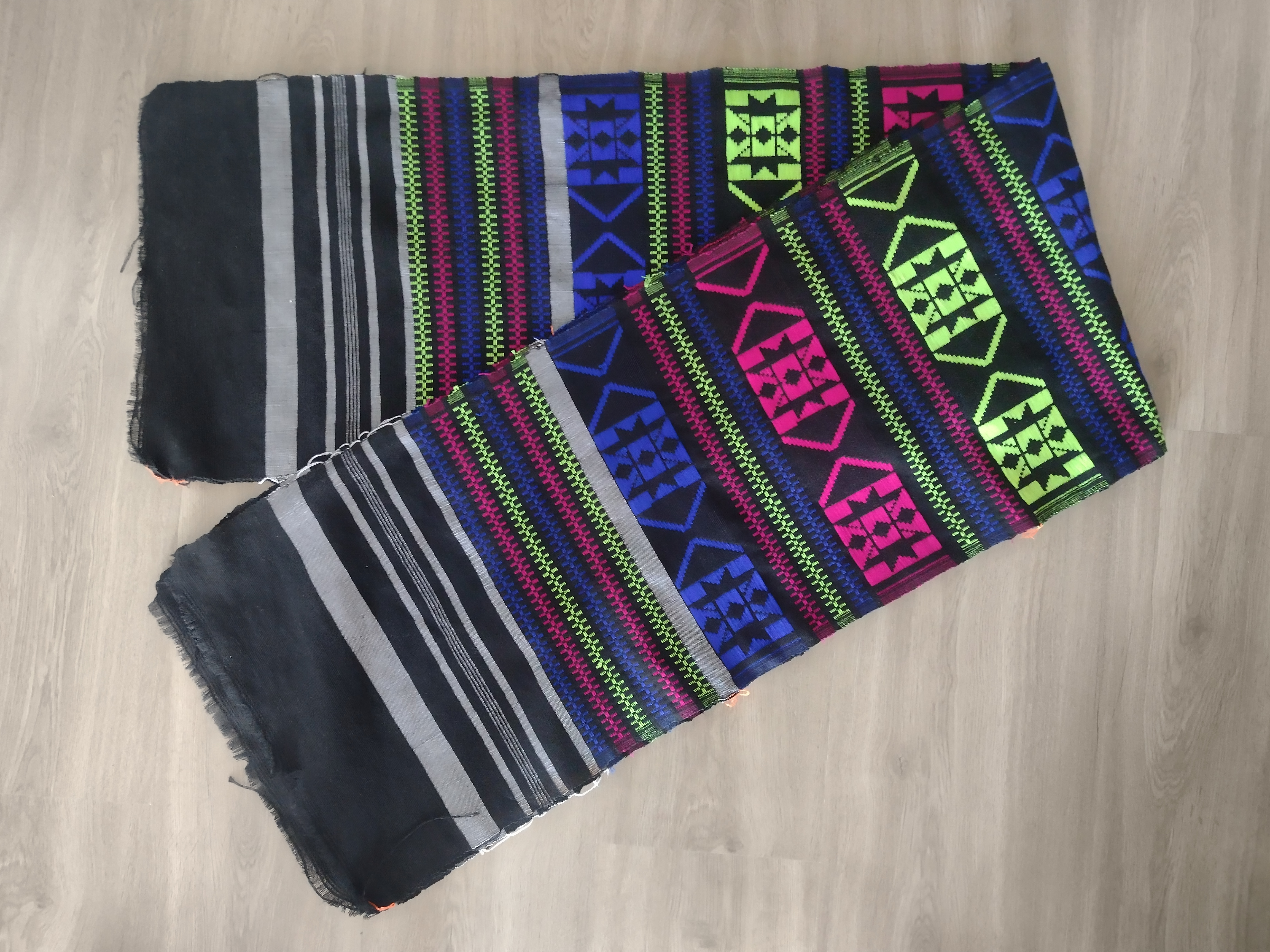
Pieza de panu di pinti.

Panu di pinti (en portugués: pano de pente, traducido como paño de telar) es el nombre que recibe en criollo de Guinea-Bisáu un tejido tradicional de dicho país. En el idioma manjaco es conocido como blendje o binhighite, en papel como n´ghalu siri, en mandinká como dar fanô, en fula como uderlepi y en balanta como nhomi far o nhomi tidna. Son considerados como una parte importante de la herencia cultural del país, siendo utilizados en distintas ceremonias, como elemento decorativo y como parte del acervo artesanal.
El 10 de abril de 2025 el panu di pinti fue registrado por la Organización Africana de la Propiedad Intelectual (OAPI) como propiedad exclusiva de Guinea-Bisáu, con 100 modelos industriales protegidos durante 15 años, reconociéndolo como patrimonio cultural tradicional y nacional.

## Características

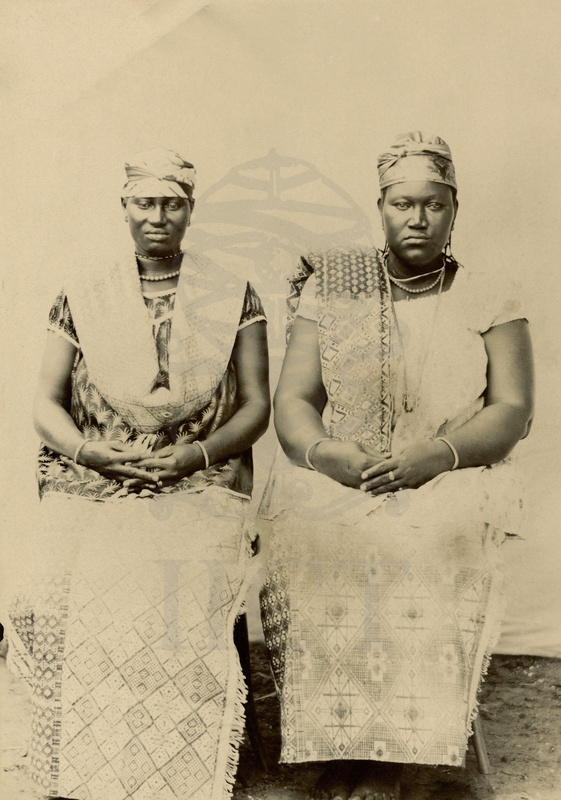
Personas de la etnia manjaco vistiendo panu di pinti (1892).

Recibe su nombre dado que se realiza en un telar tradicional conocido como pinti o pente ("peine" en portugués, razón por la cual el panu di pinti ha sido traducido en algunas ocasiones al español como tela de peine) y habitualmente se realiza con patrones geométricos específicos. Se elabora con fibras de algodón y utilizan colores vivos para resaltar la gama cromática del paño y generar un contraste con el tono de piel de quien lo viste. Se fabrican bandas rectangulares alargadas que son cosidas por las mujeres con otras bandas similares en su borde más largo para formar un paño que puede alcanzar varios metros de extensión.
Entre las etnias que se dedican a la confección de panu di pinti están los manjacos y los papel. Estos últimos son el grupo étnico que más fabrica dicha tela, estando a cargo su elaboración exclusivamente por parte de hombres, quienes aprenden el oficio de sus padres y abuelos. La elaboración de una pieza completa de panu di pinti por parte de un tejedor experto puede tomar alrededor de un día.
El panu di pinti es utilizado por la etnia manjaco como símbolo de estatus y riqueza, a la vez que es utilizado de manera tradicionales en diferentes ceremonias a lo largo de la vida, de la misma forma que lo realizan otras etnias en Guinea-Bisáu.

## Tipos
Algunos de los tipos especiales de panu di pinti que existen, de acuerdo a su uso y/o características son:
- Lankon: puede tener de ocho a catorce franjas de tela y es utilizada principalmente por los sacerdotes tradicionales (baloberu) y gobernantes tradicionales de territorios.[2]
- Meada/miada: utilizado en las ceremonias fúnebres.[2]
- Nbânhâla: construida con retazos de franjas de diversos motivos, es considerada como un muestrario de exhibición de telas tejidas por una familia.[2]

## Referencias culturales

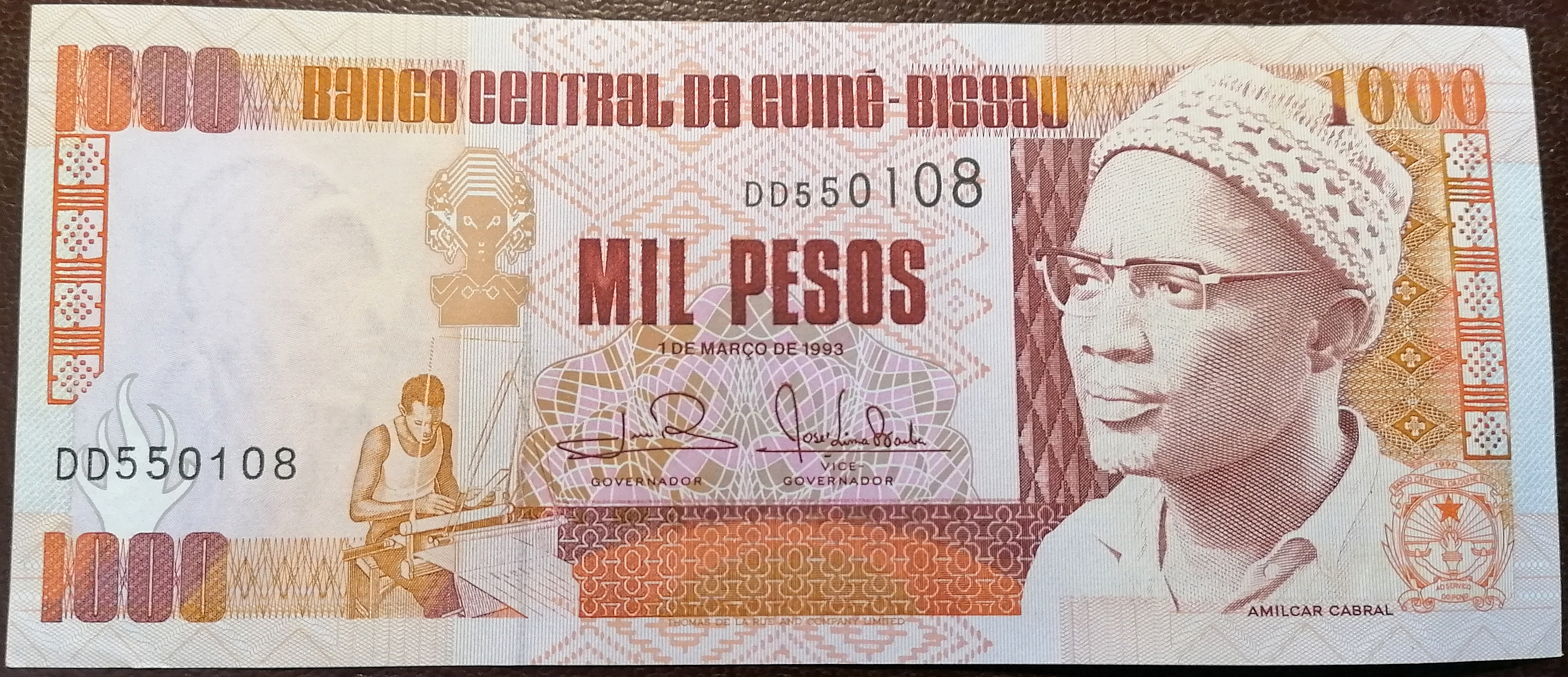
Billete de 1000 pesos bisauguineanos.